# Пятничко, Стефан Васильевич
Стефан Васильевич Пятничко (12 декабря 1959 — 23 января 2023) — советский и украинский оперный певец (баритон), солист Львовской оперы, заслуженный артист Украины (1995), народный артист Украины (2006).

## Биография
Родился в селе Гниловоды Тернопольской области.
Окончил Львовское музыкально-педагогическое училище им. Ф. Колессы (1983) и вокальный факультет Львовской консерватории им. Н. В. Лысенко (1988, класс профессора П. П. Кармалюка, а после его смерти — класс профессора А. М. Врабеля).
В 1988 году — лауреат 2-й премии Всесоюзного конкурса «Новые имена» (Москва).
В 1989 году дебютировал на сцене Львовской оперы в «Украденном счастье» Ю. Мейтуса.
В 1991 году — победитель I Международного конкурса оперных певцов имени Крушельницкой, в 1993 году — лауреат и призёр международного конкурса вокалистов Belvedere в Вене.
Выступал на крупнейших мировых сценах Европы, США и Латинской Америки: Балтимор Опера (США), Гранд Театр (Женева, Швейцария), Карнеги-холл (Нью-Йорк, США), Опера Цюрих (Швейцария), Сан-Франциско Опера (США), Дойче-Опер (Берлин, Германия)), Вашингтон Опера (США), Театро Муниципале (Сантьяго, Чили) и др.
В репертуаре — более 30 оперных партий, среди которых — Жермон из «Травиаты», Амонасро из «Аиды», Герольд в «Отелло», Риголетто из одноимённой оперы Верди, Сильвио в «Паяцах». Выступал в разных ролях в операх Г. Доницетти, Р. Леонкавалло, С. Гулак-Артемовского, Н. Лысенко и других.
В 2008—2015 годах преподавал на кафедре сольного пения Львовской национальной музыкальной академии им. Н. В. Лысенко.